# Achol Jok Mach

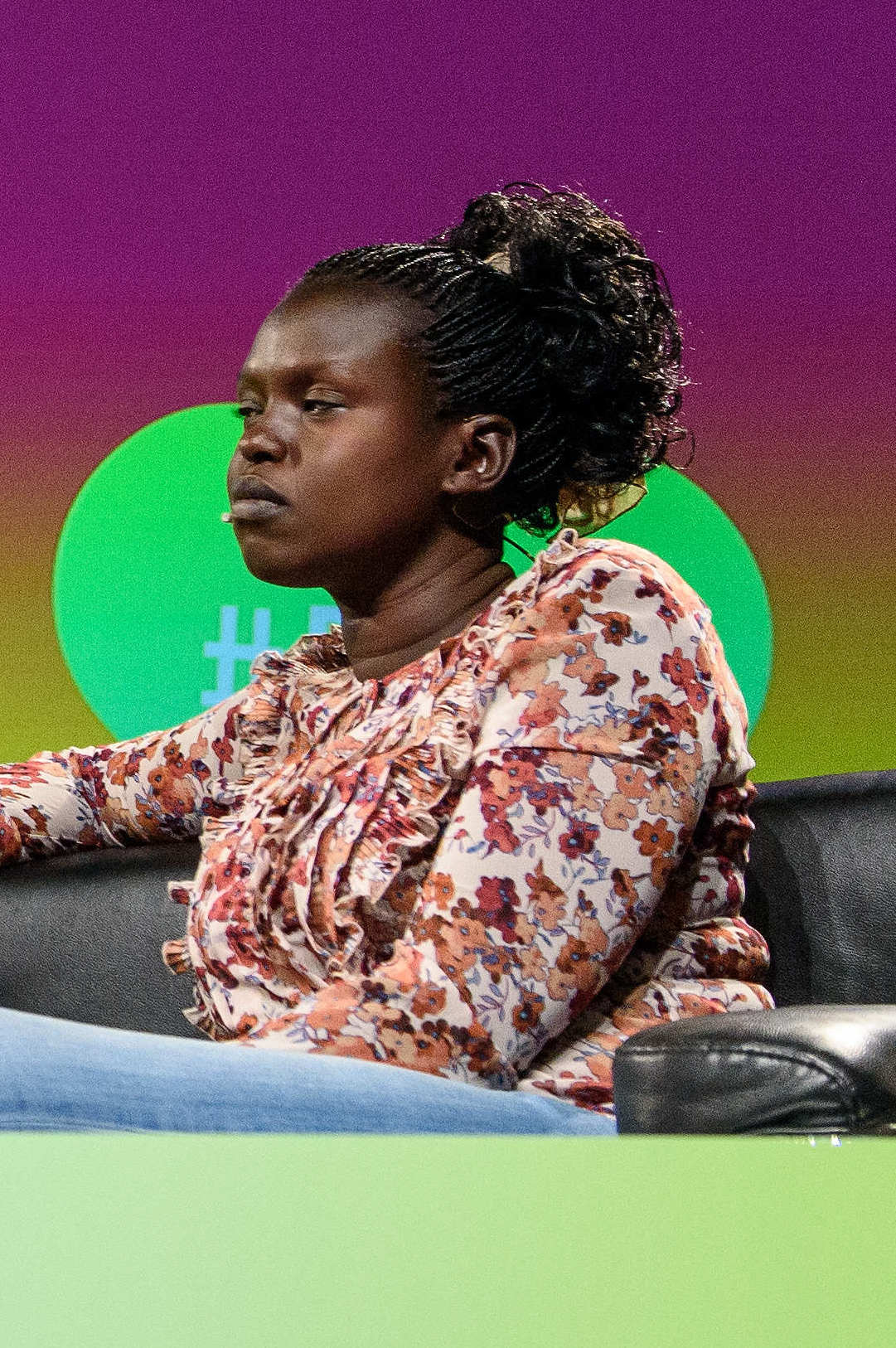
Achol Jok Mach (2017)

Achol Jok Mach (geb. 1983) ist eine südsudanesische Aktivistin und Technik-Unternehmerin, deren Radioproduktionen und Podcasting innovative Zugänge zum Peacebuilding (Friedenskonsolidierung) ermöglichen.

## Leben

### Jugend und Ausbildung
Mach wurde 1984 im Südsudan geboren. Ihre Familie verließ den Südsudan beim Beginn des Bürgerkrieges und sie wuchs in Kuba auf. 1997 wanderte ihre Familie nach Kanada aus. Sie hat sich über die Art und Weise geäußert, wie ihre Heimatlosigkeit ihre Identität geformt hat: „Mir wurde immer nur gesagt: «Du bist Südsudanese»... Es war viel später, dass ich lernte, dass ich eine Dinka bin.“ Sie erwarb einen Abschluss in Literatur an der University of Alberta.
2011 kehrte sie freiwillig in den Südsudan zurück mit dem Ziel in der neuen Nation Positives zu bewegen. Bei ihrer Rückkehr nach Juba war ihre erste Tat, den Boden zu berühren.

## Karriere
Mach ist eine Technologie-Unternehmerin und hat 2018 beim Peace Tech Summit über die Erfolge von Peace Tech Lab gesprochen. In ihrer Arbeit nutzt sie Radioproduktionen und Podcasts als Mittel, um mit Gemeinschaften vor Ort gegen Vorurteile anzuarbeiten.
2019 war Mach Sprecherin und Repräsentantin bei der National Dialogue Conference in Helsinki, in welcher zahlreiche Beteiligte im Feld der Peace Studies und der Conflict Resolution zusammenkommen. Die Global-Research-Initiative-Fellowship unterstützt ihr Forschungsprojekt, indem hate speech von südsudanesischen Politikern in Diaspora-Gemeinschaften analysiert wird und beobachtet, ob dieses Verhalten  weitere Konflikte fördert, sowohl im virtuellen als auch im realen Leben.

## Ehrungen
2019 wurde Mach ein Global Research Initiative Fellowship.